# Comtec Racing
Comtec Racing is een Brits autosportteam dat opgericht werd in 2001 door Pierre Moncheur. Dat jaar begon het team in de Formule Ford.

## Formule Renault 3.5 Series
In 2006 maakte het team de overstap naar de Formule Renault 3.5 Series. Hun coureur Alx Danielsson won meteen de titel met vier overwinningen. Het team zelf eindigde als derde in het kampioenschap. De tweede auto werd tijdens het seizoen bestuurd door Edwin Jowsey, Jaap van Lagen, Carlos Iaconelli en Celso Míguez.
In 2007 reden Van Lagen, Michael Herck en Alejandro Núñez voor het team. Núñez eindigde als hoogste van deze coureurs met een achttiende plaats, inclusief een overwinning op de Hungaroring. Het team eindigde als dertiende in het kampioenschap.
Marco Bonanomi reed in 2008 de eerste auto en de tweede auto werd gedeeld door Pasquale di Sabatino en Sten Pentus. Bonanomi was met een elfde plaats in het kampioenschap de beste coureur, terwijl het team als achtste eindigde.
In 2009 werd de eerste auto bestuurd door respectievelijk Anton Nebylitskiy, John Martin, Cristiano Morgado, Alberto Valerio en Greg Mansell, terwijl de tweede auto werd bestuurd door Harald Schlegelmilch, Alexandre Marsoin, Max Chilton en Jon Lancaster. Lancaster was met een dertiende plaats in het kampioenschap de beste coureur, met één overwinning in Portimão. Het team eindigde als tiende in het kampioenschap.
In 2010 reed het team met twee vaste coureurs, Greg Mansell en Stefano Coletti. Coletti was de beste coureur met een zesde plaats in het kampioenschap, terwijl het team als vijfde eindigde.
In 2011 reden Daniel McKenzie en Daniël de Jong voor het team. Enkel De Jong scoorde twee punten in de laatste race van het seizoen in Barcelona, waardoor het team als dertiende en laatste in het kampioenschap eindigde.
In 2012 reed het team met Vittorio Ghirelli en Nick Yelloly. Yelloly behaalde twee overwinningen voor het team en eindigde als vijfde in het kampioenschap, terwijl het team als zevende eindigde.
In 2013 reed het team  Lucas Foresti en Daniil Move als coureurs, met een 13e plaats als resultaat.
De Rus Nikolay Martsenko, de Brit Cameron Twynham, de Italiaan Andrea Roda en de Fransman Esteban Ocon, haalden in 2014 totaal de 11e plaats.